# Mogens Wieth
Mogens Frits Carlo Wieth (født 16. september 1919 i København, død 10. september 1962 i London) var en markant dansk skuespiller.
Mogens Wieth blev født i København som søn af skuespillerne Carlo Wieth og Agnes Thorberg. Han blev student i 1937 og gennemgik Det kongelige Teaters elevskole 1937-1939. Han var skuespiller ved teatret 1939-1950 og 1954-1955. Han arbejdede i London 1950-1954 og ved Det Ny Teater 1955-1959. Det blev også til roller i engelske film, radio og tv, ligesom han også var flittigt brugt i DR's radioteater og tv. I 1962 blev han ansat som leading actor i ensemblet på The Old Vic Theatre i London med en mindre rolle som Antonio i Shakespeares Købmanden i Venedig før han skulle spille Othello. Wieth døde under prøverne på Købmanden i Venedig.
Mogens Wieth var en fremragende visesanger.
Fra 1954 levede han sammen med skuespilleren Lily Weiding, med hvem han fik døtrene Xenia Wieth og Julie Wieth. Hans første barnebarn Amalie Suurballe Wieth, gift Schjøtt-Wieth, er bachelor konservator, og hans andet barnebarn Johan Suurballe Wieth er musiker og guitarist i bandet Iceage.
Han ligger begravet på Vestre Kirkegård i København..
Wieth nævnes i sangen "Nylon Brando" på Shu-bi-duas andet album fra 1975 i linjen: "Malene Schwartz og Mogens Wieth de gik hver til sit / Karl Stegger spilled' lækker og blev lun på Eartha Kitt"

## Filmografi
- Barnet (1940)
- Gå med mig hjem (1941)
- En herre i kjole og hvidt (1942)
- Natekspressen (P. 903) (1942)
- Regnen holdt op (1942)
- Drama på slottet (1943)
- Jeg mødte en morder (1943)
- Mit liv er musik (1944)
- Den usynlige hær (1945)
- Familien Swedenhielm (1947)
- Hatten er sat (1947)
- Mens porten var lukket (1948)
- For frihed og ret (1949)
- Kampen mod uretten (1949)
- Fireogtyve timer (1951)
- Som sendt fra himlen (1951)
- Manden der vidste for meget (1955)
- Tante Tut fra Paris (1956)
- Gøngehøvdingen (1961)